# Eurytides orabilis
Eurytides orabilis là một loài bướm trong họ Papilionidae. Đây là loài bản địa châu Mỹ.
Sải cánh của E. orabilis dài 46 đến 56 mm (1,8 đến 2,2 in). Con đực và con cái như nhau.

## Phụ loài
- Eurytides orabilis orabilis (Butler, 1872)
- Eurytides orabilis isocharis (Rothschild & Jordan 1906)[2]

## Phân bố
Phụ loài, E. o. orabilis, được tìm thấy từ Panama đến Guatemala, cũng như tại Costa Rica. E. o. isocharis được tìm thấy ở Colombia và Ecuador.
1. ↑  Chacon, Isidro (ngày 25 tháng 5 năm 2001). "Eurytides orabilis orabilis (Butler), 1872". Species of Costa Rica (bằng tiếng Tây Ban Nha). Bản gốc lưu trữ ngày 19 tháng 7 năm 2011. Truy cập ngày 23 tháng 11 năm 2010. {{Chú thích web}}: Đã bỏ qua tham số không rõ |publishter= (trợ giúp)
2. ↑  Lamas, Gerardo (2004). Atlas of Neotropical Lepidoptera; Checklist: Part4A Hesperioidea–Papilionoidea. Gainsville, Florida: Scientific Publishers, Inc. tr. 88. ISBN 0-945417-28-4.
3. ↑  Savela, Markku. "Eurytides orabilis". funet.fi. Truy cập ngày 23 tháng 11 năm 2010.

## Hình ảnh

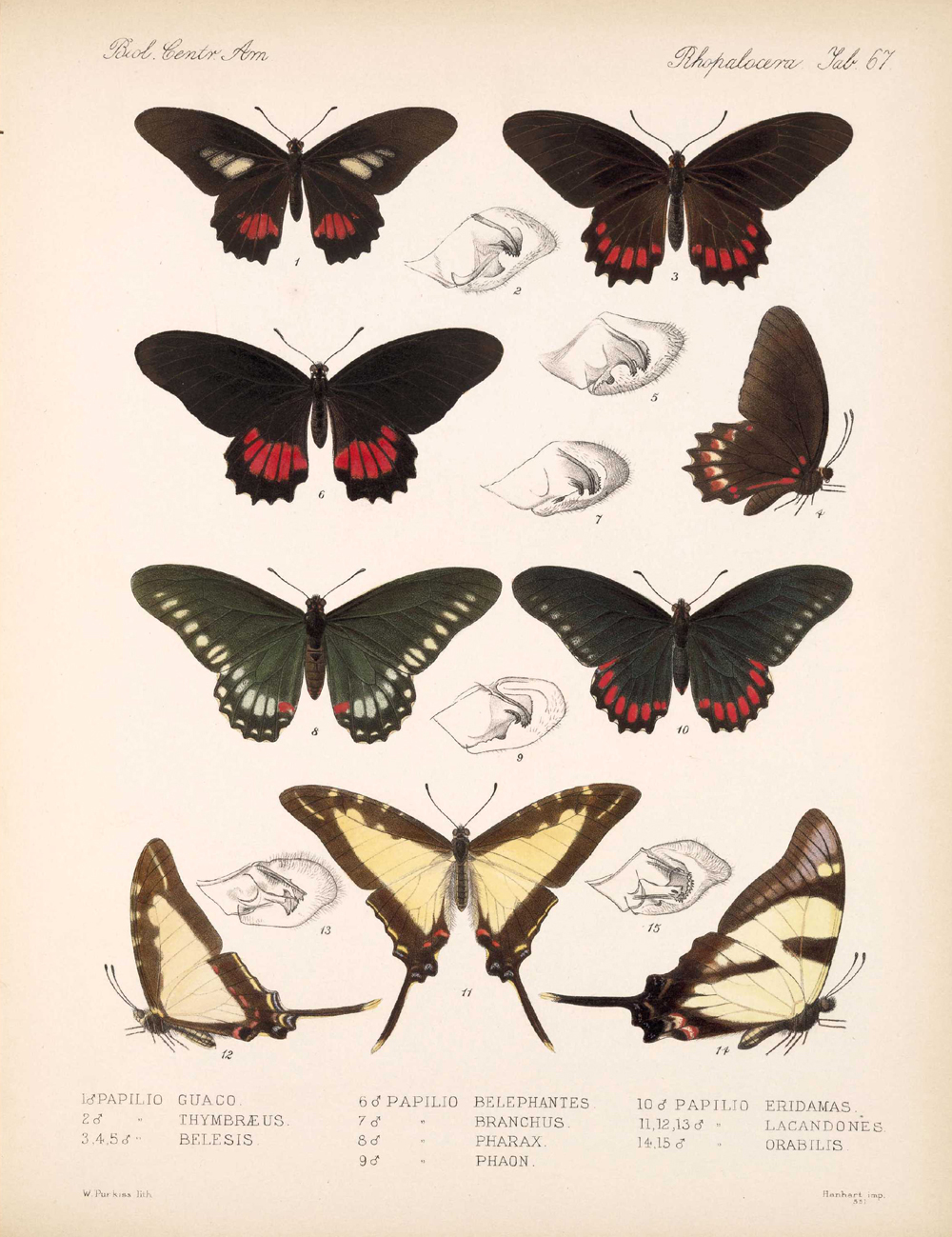